# Гай Мемий (трибун 111 пр.н.е.)
Вижте пояснителната страница за други личности с името Гай Мемий.
Гай Мемий (на латински: Gaius Memmius; † декември 100 пр.н.е.) e политик на Римската република през края на 2 век пр.н.е. Произлиза от фамилията Мемии.

## Политическа кариера
През 111 пр.н.е. той е народен трибун заедно с Гай Бебий. Консули тази година са Луций Калпурний Бестия и Публий Корнелий Сципион Назика Серапион.
Гай Мемий поканва в Рим Югурта, царя на Нумидия, който говори пред едно народно събиране. Той атакува аристокрацията заради корупционните ѝ връзки с Югурта.
През 100 пр.н.е. кандидатства за консул за 99 пр.н.е. заедно с претора Гай Сервилий Главция и Марк Антоний Оратор. В деня на изборите през декември 100 пр.н.е. Главция и Луций Апулей Сатурнин убиват Гай Мемий. Сатурнин и Главция са убити от сенатори, които хвърлят керемиди от покрива на Курия Хостилия по тях и привържениците им.
Той е оратор.